# تركيب ضوئي

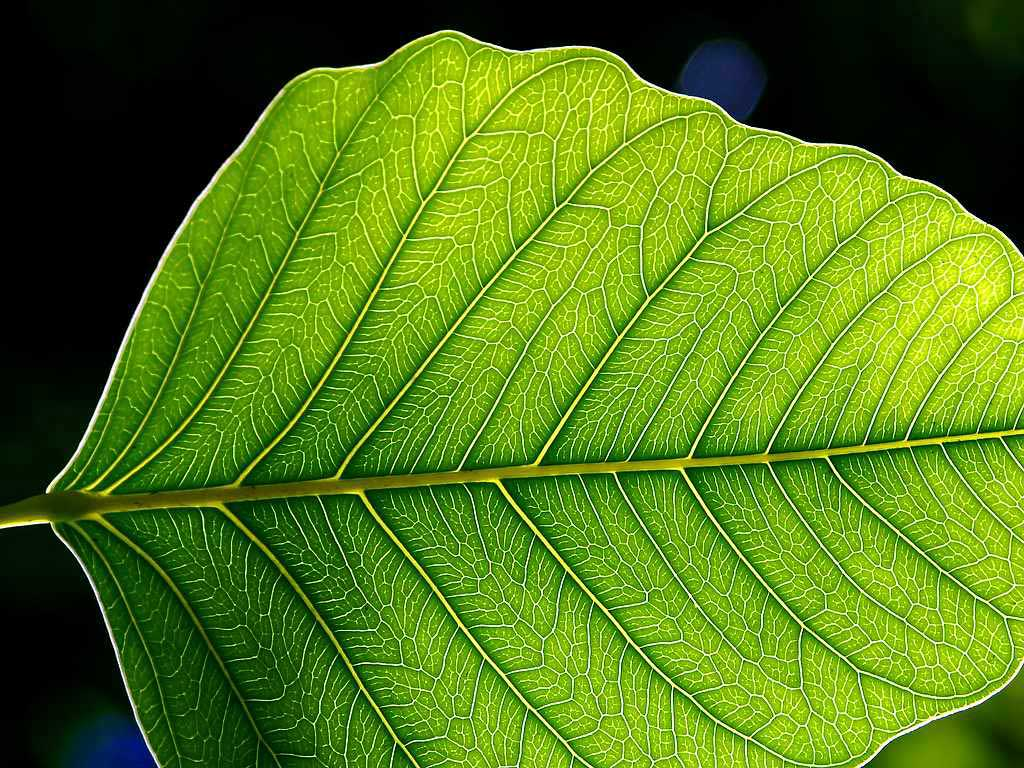
ورقة النبتة هي الموقع الأولي لعملية التمثيل الضوئي في النباتات.

التركيب الضوئي أو الاصطناع الضوئي أو التخليق الضوئي أو البناء الضوئي (بالإنجليزية: Photosynthesis) هو عملية تستخدمها النباتات وبعض الكائنات الحية الأخرى لتحويل الطاقة الضوئية إلى طاقة كيميائية يمكن من خلال التنفس الخلوي، تحريرها لاحقًا لتغذية أنشطة الكائن الحي. تُخزن هذه الطاقة الكيميائية في جزيئات الكربوهيدرات، مثل السكريات والنشويات، والتي تُصنع من ثاني أكسيد الكربون والماء - ومن هنا جاء اسم التركيب الضوئي. في معظم الحالات، يجري إطلاق الأكسجين أيضًا كمنتج ثانوي. تقوم معظم النباتات والطحالب والبكتيريا الزرقاء بعملية التركيب الضوئي. تسمى هذه الكائنات الحية كائنات ضوئية ذاتي التغذية.  يُعتبر التركيب الضوئي مسؤولًا بدرجة كبيرة عن إنتاج محتوى الأكسجين الموجود في الغلاف الجوي للأرض والحفاظ عليه، ويوفر معظم الطاقة اللازمة للحياة على الأرض.
على الرغم من أن آلية التركيب الضوئي تختلف باختلاف الأنواع، تبدأ العملية دائمًا عندما تُمتص الطاقة الضوئية بواسطة بروتينات تُسمى مراكز التفاعل التي تحتوي على الكلوروفيل الأخضر وأصباغ/كروموفورات ملونة أخرى. في النباتات، تُحفظ هذه البروتينات داخل عضيات تسمى البلاستيدات الخضراء، التي توجد بكثرة في خلايا الأوراق، بينما توجد في غشاء البلازما الخلوي الخاص بالبكتيريا. في هذه التفاعلات المعتمدة على الضوء، تُستخدم بعض الطاقة لانتزاع الإلكترونات من مواد مناسبة، مثل الماء، بهدف إنتاج غاز الأكسجين. يُستخدم الهيدروجين المُحرر بفعل انقسام الماء في تكوين مركبين إضافيين يعملان لتخزين الطاقة على المدى القصير، ما يتيح نقلها لتوليد تفاعلات أخرى: تُختزل هذه المركبات إلى فوسفات ثنائي نيوكليوتيد الأدينين وأميد النيكوتين (NADPH) وأدينوزين ثلاثي الفوسفات (إيه تي بّي)، «وحدة الطاقة» الخاصة بالخلايا.
في النباتات والطحالب والبكتيريا الزرقاء، تُخزن الطاقة على المدى الطويل على شكل سكريات من خلال سلسلة لاحقة من التفاعلات المستقلة عن الضوء تسمى دورة كالفين. في دورة كالفين، يُدمج ثاني أكسيد الكربون الموجود في الغلاف الجوي مع مركبات الكربون العضوية الموجودة بالفعل، مثل ريبولوز ثنائي الفوسفات (RuBP). باستخدام إيه تي بّي وNADPH الناتج عن التفاعلات المعتمدة على الضوء، يتم بعد ذلك اختزال المركبات الناتجة وإزالتها لتكوين المزيد من الكربوهيدرات، مثل الجلوكوز. في أنواع البكتيريا الأخرى، تُستخدم آليات مختلفة مثل دورة كريبس العكسية لتحقيق الهدف نفسه.
من المحتمل أن الكائنات التي تعتمد على التركيب الضوئي قد تطورت في وقت مبكر من التاريخ التطوري للحياة، وعلى الأرجح استخدمت عوامل اختزال مثل الهيدروجين أو كبريتيد الهيدروجين، بدلًا من الماء، كمصادر للإلكترونات. ظهرت البكتيريا الزرقاء في وقت لاحق. ساهم الأكسجين الزائد الذي أنتجته هذه الكائنات بشكل مباشر في انتشار الأكسجين على الأرض، ما جعل تطور الحياة المعقدة ممكنًا. اليوم، يبلغ متوسط التقاط الطاقة العالمي عن طريق التركيب الضوئي نحو 130 تيراواط، أي نحو ثماني أضعاف استهلاك الطاقة الحالي للحضارة البشرية. تقوم الكائنات الحية الضوئية أيضًا بتحويل ما بين 100 و115 مليار طن من الكربون إلى كتل حيوية سنويًا. اكتُشفت ظاهرة تسخير النباتات لطاقة الضوء - بالإضافة إلى الهواء والتربة والماء - لأول مرة في عام 1779 من قِبل يان إينخنهاوسز.
يعتبر التركيب الضوئي أمرًا مهمًا للعمليات المناخية، إذ يلتقط ثاني أكسيد الكربون من الهواء ثم يربط الكربون في النباتات وكذلك في التربة ومنتجات النباتات. يُقدر أن الحبوب لوحدها تربط نحو 3825 تيراجرام من ثاني أكسيد الكربون كل عام، أي 3.825 مليار طن.

## عملية البناء الضوئي

المعادلة العامة لعملية التركيب الضوئي في النباتات.

دورة البناء الضوئي.

- عملية البناء الضوئي تبدأ بسقوط الضوء على مجموعة من الخلايا النباتية المتجاورة مكونة لنظام ضوئي داخل البلاستيدات الخضراء.
- عندما تسقط فوتونات الضوء على جزيئة الكلوروفيل يصطدم الفوتون بإلكترون من الكترونات الكلوروفيل عندها يصبح الإلكترون في حالة تهيج ويقفز من مداره الأصلي، وهذه حالة غير ثابتة فيميل للعودة إلى مداره الأصلي (خلال جزء من الثانية) وأثناء عودته يطلق الطاقة التي اكتسبها، يمكن أن تنطلق طاقة الإلكترون على شكل حرارة أو ضوء أو فلورة، اما في التمثيل الضوئي فإنها تعمل على تسيير تفاعل كيميائي.

ـ الطاقة الكيميائية تختزن في المركبات العضوية الغنية بالطاقة خاصة الادينوسين ثلاثي الفوسفات  (ATP)، ويتم ذلك بوجود الـ أدينوسين ثنائي الفوسفات (ADP) والفوسفات  كما في المعادلة:
ADP + P + Energy = ATP
ـ تنتقل بعض هذه الطاقة الإلكترونية عبر جزيئات (+NADP) منخفضة الطاقة ليعطي (NADPH) مرتفع الطاقة وبذلك يتكون مركبان مرتفعا الطاقة هما (ATP) و(NADPH).
- حيث NADP إسمها بالكامل  "فوسفات ثنائي نيوكليوتيد الأدينين وأميد النيكوتين"
- و ATP إسمها بالكامل "الأدينوسين ثلاثي الفوسفات"

ـ يستغل جزء من الطاقة الضوئية المنتقلة من الالكترونات في شطر جزيئات الماء (H2O) إلى ايونات الهيدروجين وأيونات الأكسجين.
ـ يدخل أيون الهيدروجين في العمليات الحيوية التالية، وينطلق الأكسجين.
ـ ولذلك فإن مصدر الأكسجين الناتج في عملية البناء الضوئي ناتج من الماء المشطور، أي أنه أكسجين الماء بعد نزع الهيدروجين منه.
ـ حيث أننا نتنفس أكسجين الماء، وتتنفسه الكائنات الحية هوائية التنفس (Aerobic respiration) علاوة على وظائف الماء الحيوية الأخرى في أجسام الكائنات الحية.

### العوامل التي تؤثر في التمثيل الضوئي
يتأثر معدل البناء الضوئي بعوامل عديدة، داخلية تتعلق بالنبات وخارجية تتعلق بالبيئة.
العوامل الداخلية:
- تركيب الورقة: ويشمل سمك القشيرة والبشرة، وجود الأوبار على سطحها، تركيب النسيج المتوسط، موضع الجسيمات في الخلايا، حجم المسام وتوزعها.
- نواتج التمثيل الضوئي: عندما يزداد تركيز نواتج التمثيل الضوئي في الخلايا الخضراء يقل معدل العملية وبخاصة إذا كان انتقال تلك النواتج بطيئا.
- حالة المادة الحية البروتوبلازم والانزيمات وبخاصة جفاف البروتوبلازم واضطراب عمل الإنزيمات.

العوامل الخارجية:
- تشمل العوامل الخارجية: الحرارة، الضوء وشدته، تركيز ثنائي أكسيد الكربون، الماء، العناصر المعدنية. وكل عامل يؤثر بعملية التمثيل الضوئي ويتأثر بالعوامل الأخرى.

## عمليات حلقة كالفن
حلقة كالفن هي إحدى الخطوات الحيوية المهمة في عملية تثبيت الطاقة خاصة في النباتات ذوات الفلقتين (Dicot plants) وفيها يتم تثبيت الكربون الموجود في ثاني أكسيد الكربون لتكوين أول مركب كربوهيدرات ثابت يمكن فصله يسمى 3-فوسفوغليسيرات.
ـ وفيها يتم استغلال الطاقة سابقة التخزين في التفاعلات الضوئية في عملات الطاقة من جزيئات (ATP) و(NADPH).
ـ يبدأ ذلك باتحاد ثاني أكسيد الكربون (CO2) مع ريبوليز ثنائي فوسفات وإنتاج مركب وسطي يتفكك تلقائيا إلى جزيئتي حمض فوسفوغليسيرك ويتوسط هذه الخطوة أنزيم ريبيولوز ثنيائي الفوسفات كاربوكسيلاز.
ـ يمكن استخدام (PGAL) لتخليق الجزيئات العضوية مثل الجلوكوز (Glucose) ويتحول (NADPH) إلى (NADP+).
ـ كما يتحول (ATP) إلى (ADP).
ـ وبذلك تخزن الطاقة الضوئية في الروابط الكيميائية بين ذرات المركبات الكربوهيدرائية الناتجة، ويثبت الكربون الموجود في ثاني أكسيد الكربون الجوي، كما يثبت الهيدروجين الموجود في الماء، وفي النهاية يتكون الجلوكوز (Glucose) الذي ينتقل إلى دورات تحرير الطاقة لتعاد دورة العناصر والمركبات والطاقة من جديد.
ـ أهم شيء في هذه الدورات هو تثبيت ثاني أكسيد الكربون لتكوين الجلوكوز، وهذه العملية تتم في عمليات معقدة يمكن تيسيرها فيما يلي.
ـ تتفاعل كل ست جزيئات من ريبولوز-5،1-مضاعف فوسفات (RUBP) مع ست جزيئات من ثاني أكسيد الكربون (CO2) وست جزيئات من الماء (H2O) لتكوين 12 جزيء (PGA) وبذلك يثبت الكربون.
ـ تستغل طاقة (12) جزيء (ATP) والكترونات وهيدروجينات (12) جزيء NADPH2 لتحويل (12) جزيء من (PGA) إلى (12) جزيء (PGALs).
ـ تستغل طاقة (6) جزيئات (ATP) لإعادة ترتيب (10) جزيئات (PGALs) ليتكون (6) جزيئات (RUBPs)، وبذلك تتم دورة واحدة من دورات كالفن (أي دورة تثبيت الكربون الثلاثي).
ـ وبذلك تتم أهم عملية على سطح الكرة الأرضية وهي عملية تكوين المواد الكربوهيدراتية من ثاني أكسيد الكربون والماء وتخزن الطاقة الشمسية في الروابط الكيميائية في تلك المواد الكربوهيداتية وينطلق الأكسجين إلى الجو بعملية التمثيل الضوئي.
ـ بعد ذلك يحول النبات المواد الكوبوهيدراتية إلى مواد دهنية، ومواد بروتينية، والمركبات النباتية الأخرى.
ـ يتغذى الحيوان والكائنات الحية الدقيقة الفطرية والبكتيريا على المنتجات النباتية.
ـ ويتغذى الإنسان على المنتجات النباتية والمنتجات الحيوانية، ومنتجات الكائنات الحية الدقيقة الصالحة للأكل البشري.
وهذه أضخم عملية في الطبيعة حيث أنها أنتجت كل كربوهيدرات ودهون ونفط وفحم العالم.
إضافة إلى ذلك، تنتج هذه العملية الأكسجين وتستهلك ثاني أكسيد الكربون الذي يعد أحد الغازات المسببة للاحتباس الحراري.

## طرق التمثيل الضوئي
- تمثيل ضوئي ثلاثي الكربون
- تمثيل ضوئي رباعي الكربون: ويسمى أيضاً مسار «هاتش ـ سلاك» نسبة لمكتشفي هذه النوع من التمثيل الضوئي.
- أيض الحمض العصاري.

### أهمية البناء الضوئي
عملية البناء الضوئي ظاهرة بيولوجية هامة تؤثر في حياة جميع المخلوقات الحية، وهي المصدر الرئيسي لتكوين الأوكسجين، كما تستعمل نواتج البناء الضوئي المباشرة في تصنيع مركبات عضوية أخرى تدخل في تكوين الأحماض النووية، والدهنيات، والبروتينات، والهرمونات، وغيرها.